# Woodplumpton
Woodplumpton – wieś w Anglii, w hrabstwie Lancashire, w dystrykcie Preston. Leży 51 km na północny zachód od miasta Manchester i 311 km na północny zachód od Londynu. W 2001 miejscowość liczyła 2051 mieszkańców.